# Xã Algoma, Michigan
Xã Algoma (tiếng Anh: Algoma Township) là một xã thuộc quận Kent, tiểu bang Michigan, Hoa Kỳ. Năm 2010, dân số của xã này là 9.932 người.